# Szilárd Borbély
 (septembre 2017).
Si vous disposez d'ouvrages ou d'articles de référence ou si vous connaissez des sites web de qualité traitant du thème abordé ici, merci de compléter l'article en donnant les références utiles à sa vérifiabilité et en les liant à la section « Notes et références ».
Dans le nom hongrois Borbély Szilárd, le nom de famille précède le prénom, mais cet article utilise l’ordre habituel en français Szilárd Borbély, où le prénom précède le nom.
Szilárd József Borbély, né le 1er novembre 1963 à Fehérgyarmat et mort le 19 février 2014 à Debrecen, est un poète, dramaturge et essayiste hongrois.

## Biographie
Szilárd József Borbély est issu d'une famille pauvre dont le grand-père paternel d'origine juive fut assassiné à Auschwitz.
Il étudie la langue hongroise et la littérature à l'université Lajos Kossuth de Debrecen.
En 1989 il y devient assistant en littérature ancienne et se spécialise dans la période baroque et du début du XIXe siècle.
Son premier recueil de poésie paraît en 1988. 
Il cite parmi ses influences Franz Kafka, János Pilinszky, Miklós Mészöly, Péter Nádas et Péter Esterházy.
Il traduit de nombreux ouvrages de l'allemand (Robert Gernhardt, Durs Grünbein, Hendrik Jackson, Monika Rinck, Rumjana Zacharieva) et de l'anglais.
Son ouvrage A Vanitatum vanitas szövegvilágáról (1995) est une étude sur le poète Ferenc Kölcsey.
Il est élu à l'Académie hongroise des sciences en 1998.
Pompes funèbres est un long poème faisant référence à la mort tragique de ses parents victimes d'un cambriolage. Attila Vidnyanszky mis en scène ce texte au théâtre de Debrecen.
La miséricorde des cœurs est son unique roman.
Souffrant de dépression il se suicide et meurt le 19 février 2014.
Lors de sa disparition, Imre Kertész lui rendit cet hommage : «Il a été le poète le plus prometteur et le plus perdu de la poésie hongroise qui aurait pu prétendre à un grand et brillant avenir».

## Œuvres
- 1988 Adatok Data (poésie) KLTE, Debrecen
- 1992 A bábu arca – Történet (poésie, essai) Széphalom, Budapest  (ISBN 9637488650)
- 1993 Hosszú nap el. Drámai jambusok (poésie) Jelenkor, Pécs  (ISBN 9637770496)
- 1995 A Vanitatum vanitas szövegvilága (étude) Társaság Kölcsey  (ISBN 963851454X)
- 1995 Mint. minden. alkalom (poésie) Balassi, Budapest  (ISBN 9635060335)
- 1999 Ami helyet (poésie) Jelenkor, Pécs  (ISBN 9636761876)
- 2002 A Gólem (opérette d'András Almási-Tóth et Gergely Vajda, Théâtre d'opérette de Budapest)
- 2002 Az ólomkatona története (opéra pour enfants, d'après un conte d'Hans Christian Andersen, musique de Kristóf Weber)
- 2003 Berlin – Hamlet (poésie) Jelenkor, Pécs  (ISBN 9636763178)
- 2004 Halotti pompa. Szekvenciák Pompes funèbres Kalligram, Bratislava  (ISBN 8071496251)
- 2005 Míg alszik szívünk Jézuskája - Betlehemes misztérium  (ISBN 8071497630)
- 2006 Árkádiában. Történetek az irodalom történetéből Csokonai, Debrecen  (ISBN 9632602161)
- 2006 Halotti pompa. Szekvenciák 2e édition  (ISBN 8071498424)
- 2007 Fény a magasból  (ISBN 9789737605542)
- 2008 Egy gyilkosság mellékszálai Vigilia, Budapest
- 2008 Az árnyképrajzoló. Körülírások  (ISBN 9788081010545)
- 2009 Gedichte zweisprachig – Versek két nyelven (en collaboration avec Michael Dornhauser) Kortina, Vienne–Budapest + CD
- 2010 A testhez. Ódák és legendák Poèmes adressés au corps  (ISBN 9788081013317)
- 2011 Szemünk előtt vonulnak el Palatinus, Budapest  (ISBN 9789632741017)
- 2012 Hungarikum-e a líra? (essai, critique) Nemzeti Kulturalis Alap, Budapest  (ISBN 9639781320)
- 2013 Nincstelenek - Már elment a Mesijás? Les démunis - Alors, il est déjà parti le Messie ? Kalligram, Bratislava  (ISBN 9788081017063)
- 2014 Halotti pompa. Szekvenciák 3e édition  (ISBN 9788081018022)
- 2017 Kafka Sohn. Prosa Suhrkamp, Berlin

### Traductions françaises
- La miséricorde des cœurs (Nincstelenek. Már elment a Mesijás?), traduit par Agnès Járfás , Christian Bourgois éditeur, Paris, 2015  (ISBN 978-2-267-02746-4)[1]

## Prix et distinctions
- 1996 Prix Tibor-Déry
- 2002 Prix Attila-József
- 2004 Prix Milán Füst
- 2014 Prix Mészöly Miklós